# Уэбстер (Флорида)

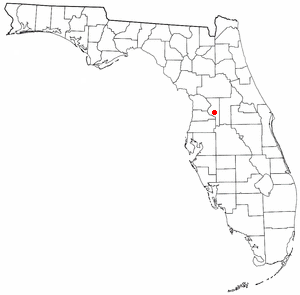
Вебстер на карте Флориды

Уэбстер (англ. Webster) — город в округе Самтер, штат Флорида, США. По данным 2000 года население города составляет 805 человек, которые проживают в 294 домах.